# Chiba (prefectuur)
De prefectuur Chiba (Japans: 千葉県, Chiba-ken) is een Japanse prefectuur in het zuidoosten van de regio Kanto (Centraal-Honshu).
Chiba heeft een oppervlakte van 5156,60 km² en een bevolking van ongeveer 6.117.104 inwoners (2008). De hoofdstad en zetel van het prefecturale bestuur bevindt zich in de stad Chiba. Andere belangrijke steden zijn Funabashi, Ichikawa, Matsudo en Choshi. De prefectuur maakt deel uit van Groot-Tokio.

## Geschiedenis
De huidige prefectuur valt integraal samen met de premoderne provincies Awa (安房), Kazusa (上総) en Shimosa (下総). Aan de totstandkoming van Chiba lagen de prefecturen Inba 印旛), Kisarazu (木更津) en Niihari (新治), opgericht in 1871 krachtens het Decreet op de afschaffing van leenrijken en instelling van prefecturen (廃藩置県, Haihan chiken), ten grondslag. Bij de fusie van Inba en Kisarazu (1873) was er voor het eerst sprake van de perfectuur Chiba, die in 1875 haar huidige grenzen kreeg met de inlijving van het zuidelijke deel van de prefectuur Niihari.

## Geografie
De prefectuur Chiba wordt begrensd door de prefectuur Ibaraki (noordgrens), de Stille Oceaan (oost- en zuidgrens), en door de prefecturen Tokio en Saitama en de Baai van Tokio (westgrens). Noord- en westgrens worden op natuurlijke wijze gevormd, respectievelijk door de rivieren de Tone (利根川) en de Edo (江戸川). Het reliëf is overwegend vlak, met een uitloper van de Kanto-vlakte in het noorden, en kent lichte glooiingen zuidwaarts op het schiereiland Boso (房総半島,Bōsō hantō). De bevolking is voornamelijk geconcentreerd in het noordwestelijke deel van de prefectuur, dat zich ontwikkelde tot een stedelijke en industriële satelliet van Groot-Tokio.
De administratieve onderverdeling is als volgt :

### Zelfstandige steden (市) shi
Er zijn 37 steden in de prefectuur Chiba.
| - Abiko - Asahi - Chiba (hoofdstad) - Chuo-ku - Hanamigawa-ku - Inage-ku - Midori-ku - Mihama-ku - Wakaba-ku - Choshi - Funabashi - Futtsu - Ichihara - Ichikawa - Inzai | - Isumi - Kamagaya - Kamogawa - Kashiwa - Katori - Katsuura - Kimitsu - Kisarazu - Matsudo - Minamiboso - Mobara - Nagareyama - Narashino - Narita | - Noda - Oamishirasato - Sakura - Sanmu - Shiroi - Sodegaura - Sosa - Tateyama - Tomisato - Togane - Urayasu - Yachimata - Yachiyo - Yotsukaido |

### Gemeenten (郡 gun)
De gemeenten van Chiba, ingedeeld naar district:
| District | Gemeenten                                                   |
| -------- | ----------------------------------------------------------- |
| Awa      | Kyonan                                                      |
| Chosei   | Chonan - Chosei - Ichinomiya - Mutsuzawa - Nagara - Shirako |
| Inba     | Sakae - Shisui                                              |
| Isumi    | Onjuku - Otaki                                              |
| Katori   | Kozaki -Tako-Tonosho                                        |
| Sanbu    | Kujukuri - Shibayama - Yokoshibahikari                      |

### Fusies
(Situatie op 9 juli 2010) 
Zie ook: Gemeentelijke herindeling in Japan
- Op 6 juni 2003 werd de gemeente Sekiyado aangehecht bij de stad Noda.
- Op 11 februari 2005 werd de gemeente Amatsukominato aangehecht bij de stad Kamogawa.
- Op 28 maart 2005 werd de gemeente Shonan aangehecht bij de stad Kashiwa.
- Op 1 juli 2005 werden de gemeenten Hikata, Iioka en Unakami aangehecht bij de stad Asahi.
- Op 5 december 2005 werden de gemeenten Isumi, Misaki en Ohara samengevoegd tot de nieuwe stad Isumi.
- Op 23 januari 2006 smolten de stad Yokaichiba en de gemeente Nosaka samen tot de nieuwe stad Sosa.
- Op 20 maart 2006 smolten de gemeenten Tomiura, Tomiyama, Miyoshi, Shirahama , Chikura, Maruyama en Wada (allen van het District Awa) samen tot de nieuwe stad Minamiboso.
- Op 27 maart 2006 werden de gemeenten of Shimofusa en Taiei aangehecht bij de stad Narita.
- Op 27 maart 2006 fusioneerde de stad Sawara met de gemeenten Omigawa, Yamada en Kurimoto tot de nieuwe stad Katori.
- Op 27 maart 2006 fusioneerden de gemeenten Sanbu, Naruto, Hasunuma en Matsuo tot de nieuwe stad Sanmu.
- Op 27 maart 2006 werden de gemeenten Hikari en Yokoshiba van het District Sanbu samengevoegd tot de nieuwe gemeente Yokoshibahikari.
- Op 23 maart 2010 werden de dorpen Inba en Motono van het district Inba aangehecht bij de stad Inzai.[1]

## Economie
Door de relatief vlakke topografie en het milde klimaat, is het aandeel van de landbouwsector (tuinbouw, groentekwekerij, rijstteelt, zuivelproductie) in de economie van de prefectuur niet onbelangrijk. Commerciële visserij in de Baai van Tokio, tot de jaren vijftig nog een bloeiende branche, wordt vanwege de watervervuiling niet meer bedreven. De traditionele nijverheid, zoals b.v. de shoyu-productie, het sake brouwen en het weversbedrijf, die tot de Tweede Wereldoorlog nog een markante plaats innam, deelt nagenoeg hetzelfde lot.
De meeste moderne ondernemingen, hoofdzakelijk actief binnen de (petro)chemie, elektronica, scheepsbouw en staalindustrie, zijn gevestigd in het noordwestelijke district van de prefectuur, een gebied dat op de zee teruggewonnen land omvat en waar aan aardgaswinning wordt gedaan. Dit industriële centrum vindt aansluiting bij het industriegebied Tokio-Yokohama en geeft zo gestalte aan het Keiyo-industriegebied (京葉工業地帯, Keiyō kōgyōchitai). Voorts heeft Chiba op zijn grondgebied de belangrijke Luchthaven Narita (Narita International Airport,成田国際空港, Narita Kokusai Kūkō) te Narita.

## Bezienswaardigheden
Op recreatief vlak heeft Chiba diverse troeven in handen. Het heeft talrijke stranden aan de Stille Oceaan waar uitstekend gezwommen kan worden, en met name de streek van Kujukurihama trekt vele toeristen. Verder onthaalt Tokio Disneyland (東京ディズニーランド,Tōkyō Dizuniirando) geopend in 1983) vele bezoekers. Jaarlijks ondernemen ruim een miljoen pelgrims een tocht naar de boeddhistische Shinshoji-tempel (新勝寺) te Narita. De prefectuur is daarnaast twee quasi-nationale parken rijk, Quasi-nationaal park van Suigo Tsukuba (水郷筑波国定公園) in het noorden van de prefectuur en het kustgebied Quasi-nationaal park van Minami Boso (南房総国定公園) in het zuiden. In 1997 nog werd de Tokio Wan Aqua-Line (東京湾横断道路,Tōkyō-wan Ōdan Dōro / アクアライン,Akua-Rain) geopend, waardoor Kisarazu rechtstreeks verbonden is met Kawasaki, prefectuur Kanagawa.